# Аргаман (виноград)
Аргама́н (ивр. ארגמן‎, в переводе на русский, пурпурный) — технический (винный) и столовый сорт винограда, используемый для производства красных вин в Израиле. Получен скрещиванием португальского  сорта Сузао и испанского сорта Кариньян. Вывели профессор израильского Института виноделия Шломо Коэн (ивр. שלמה כהן‎) и Рой Шпигель (ивр. רועי שפיגל‎) из Agricultural Research Organization, Volcani Center. Получают сортовое вино насыщенного красного цвета с выразительным ягодным ароматом и приятным балансом кислоты и танинов. Культивируют в районах Телль-эс-Сафи (Геф), Гедера и Зихрон-Яаков. На его долю приходится около 3,2 % всего собираемого винограда в Израиле. В последнее время преобладает тенденция использования этого сорта только в купажах для достижения более насыщенного цвета вина.

## Сведения
Технический сорт винограда, раннего срока созревания. Скрещен в 1972 году, запатентован в 1992 году.  Кусты сильнорослые. Цветок обоеполый. Грозди среднего размера, умеренно-плотные, цилиндрические весом 280-300 г. Ягоды средние, округлые, весом 1,48 г, от синего до чёрного окраса, покрыты белым восковым налётом. Урожайный, за 3 года испытаний на сортоиспытательном участке оригинатора, в привитых посадках (подвои Рихтер 110 и Ruggeri 140R) показал урожайность 210-390 ц/га. Несколько повышена устойчивость к оидиуму. В течение 5 лет, при проведении ежегодных слепых дегустаций в которых участвовали вина трёх сортоиспытательных участков из сортов Аргаман и одного из его родителей — сорта Кариньян, Аргаман получил более высокие оценки.